# 和泉市立和気小学校
和泉市立和気小学校（いずみしりつ わけしょうがっこう）は、大阪府和泉市和気町4丁目にある公立小学校。

## 沿革
- 1973年（昭和48年）4月1日 - 開校。

## 通学区域
- 和気町、和気町一丁目（サザンパークでは国府小学校へ行く児童を除く）、和気町二丁目(2番及び3番を除く。)、和気町三丁目、和気町四丁目、小田町、小田町一丁目、小田町二丁目、小田町三丁目、今福町、今福町一丁目、今福町二丁目、寺門町、寺門町一丁目、寺門町二丁目、寺田町、寺田町一丁目、寺田町二丁目及び寺田町三丁目[1]

※卒業後は基本的に和泉市立郷荘中学校に進学する。